# Élections régionales de 2020 en Campanie
Les élections régionales de 2020 en Campanie (en italien : Elezioni regionali del 2020 in Campania) ont lieu les 20 et 21 septembre 2020 afin d'élire le président et les conseillers de la XIe législature du conseil régional de Campanie pour un mandat de cinq ans.
Le scrutin voit la victoire de la coalition de centre-gauche, menée par le président sortant Vincenzo De Luca, du Parti démocrate, porté par sa bonne gestion de la Pandémie de Covid-19.

## Contexte
Initialement prévues le 31 mai, les élections sont reportées à une date indéterminée du fait de la progression de la pandémie de maladie à coronavirus, qui oblige le gouvernement italien à mettre en quarantaine le pays tout entier le 10 mars. Le gouvernement décide par conséquent à la mi avril de reporter l'ensemble des scrutins régionaux à des dates comprises entre le 15 septembre et le 15 décembre 2020. Les dates des 20 et 21 septembre sont finalement retenues, le scrutin étant organisé sur deux jours afin de limiter la présence simultané de trop d'électeurs dans les bureaux de vote. Les élections interviennent en même temps que celles de six autres régions ainsi que d'un référendum constitutionnel sur la baisse du nombre de parlementaires,.

## Système électoral

Région de Campanie.

La Campanie est une région italienne à statut simple. 
Le conseil régional ainsi que son président sont élus simultanément pour cinq ans au suffrage universel direct. Les 50 conseillers sont élus au scrutin proportionnel plurinominal avec listes ouvertes, vote préférentiel et seuil électoral de 3 %, tandis que le président est élu au scrutin uninominal majoritaire à un tour. Ce dernier se présente obligatoirement en tant que candidat d'une liste en lice pour le conseil régional, ce qui interdit de fait les candidatures sans étiquettes.
La liste du président élu reçoit d'emblée une prime majoritaire portant sa part des sièges à un minimum de 60 % du total. Les sièges sont ensuite repartis à la proportionnelle aux différentes listes ayant franchi le seuil électoral, et à leurs candidats en fonction des votes préférentiels qu'ils ont recueillis. Le seuil de 3 % n'est pas pris en compte pour les listes se présentant au sein d'une coalition ayant elle-même franchie un seuil de 10 %. Par ailleurs, le président élu devient de droit membre du conseil, ce qui porte le total de conseillers à 51.

### Modalités
L'électeur vote sur un même bulletin pour un candidat à la présidence et pour la liste d'un parti. Il a la possibilité d'exprimer ce vote de plusieurs façons.
- Soit voter uniquement pour une liste, auquel cas son vote s'ajoute également à ceux pour le candidat à la présidence soutenu par la liste. Il a également la possibilité d'exprimer un vote préférentiel pour deux candidats de son choix sur la liste en écrivant leurs noms. Il ne doit dans ce cas pas écrire les noms de deux candidats de même sexe, ni un seul nom.

- Soit ne voter que pour un candidat à la présidence, auquel cas son vote n'est pas étendu à sa liste.

- Soit préciser son vote pour un candidat et son vote pour une liste. Contrairement à plusieurs autres régions italiennes, l'électeur peut effectuer un panachage en choisissant un candidat à la présidence et une liste ne faisant pas partie de celles soutenant le candidat choisi[5].

### Répartition des sièges
| Provinces                 | Sièges | +/-           |  |
| Avellino                  | 4      | en stagnation |  |
| Bénévent                  | 2      | 1             |  |
| Caserte                   | 8      | en stagnation |  |
| Naples                    | 26     | 1             |  |
| Salerne                   | 9      | en stagnation |  |
| Candidats à la présidence | 2      | en stagnation |  |
| Total                     | 51     | en stagnation |  |

## Résultats
|                        |                           |            |            |                      |                                          |                            |           |         |         |               |               |       |  |  |
| Présidence             | Présidence                | Présidence | Présidence | Présidence           | Conseil                                  | Conseil                    | Conseil   | Conseil | Conseil | Conseil       | Conseil       | Total |  |  |
| Candidats              | Candidats                 | Votes      | %          | Élus                 | Partis                                   | Partis                     | Votes     | %       | +/-     | Sièges        | +/-           | Total |  |  |
|                        | Vincenzo De Luca (PD)     | 1 789 017  | 69,48      | 1                    |                                          |                            |           |         |         |               |               |       |  |  |
|                        | Vincenzo De Luca (PD)     | 1 789 017  | 69,48      | 1                    | Parti démocrate (PD)                     | 398 490                    | 16,90     | 2,59    | 8       | 7             |               |       |  |  |
|                        | Vincenzo De Luca (PD)     | 1 789 017  | 69,48      | 1                    | De Luca pour la présidence               | 313 666                    | 13,30     | 8,40    | 6       | 2             |               |       |  |  |
|                        | Vincenzo De Luca (PD)     | 1 789 017  | 69,48      | 1                    | Italia Viva (IV)                         | 173 870                    | 7,37      | Nv.     | 4       | 4             |               |       |  |  |
|                        | Vincenzo De Luca (PD)     | 1 789 017  | 69,48      | 1                    | Campanie libre                           | 122 367                    | 5,19      | 0,41    | 2       | 1             |               |       |  |  |
|                        | Vincenzo De Luca (PD)     | 1 789 017  | 69,48      | 1                    | Liste commune FD-IP                      | 104 857                    | 4,45      | Nv.     | 2       | 2             |               |       |  |  |
|                        | Vincenzo De Luca (PD)     | 1 789 017  | 69,48      | 1                    | Nous, Campaniens (NC)                    | 102 652                    | 4,35      | Abs.    | 2       | 2             |               |       |  |  |
|                        | Vincenzo De Luca (PD)     | 1 789 017  | 69,48      | 1                    | Campanie populaire (LD-Mod.)             | 84 769                     | 3,60      | Nv.     | 2       | 2             |               |       |  |  |
|                        | Vincenzo De Luca (PD)     | 1 789 017  | 69,48      | 1                    | Centre démocrate (CD)                    | 76 141                     | 3,23      | 0,47    | 2       | en stagnation |               |       |  |  |
|                        | Vincenzo De Luca (PD)     | 1 789 017  | 69,48      | 1                    | Parti socialiste italien (PSI)           | 60 100                     | 2,55      | 0,37    | 1       | en stagnation |               |       |  |  |
|                        | Vincenzo De Luca (PD)     | 1 789 017  | 69,48      | 1                    | Plus de Campanie en Europe               | 45 500                     | 1,93      | Nv.     | 1       | 1             |               |       |  |  |
|                        | Vincenzo De Luca (PD)     | 1 789 017  | 69,48      | 1                    | Liste commune EV-DemoS                   | 42 996                     | 1,82      | 0,67    | 1       | en stagnation |               |       |  |  |
|                        | Vincenzo De Luca (PD)     | 1 789 017  | 69,48      | 1                    | Vraiment (IiC-PA)                        | 33 681                     | 1,43      | Nv.     | 1       | 1             |               |       |  |  |
|                        | Vincenzo De Luca (PD)     | 1 789 017  | 69,48      | 1                    | Pour les gens et la communauté           | 26 452                     | 1,12      | Nv.     | —       | en stagnation |               |       |  |  |
|                        | Vincenzo De Luca (PD)     | 1 789 017  | 69,48      | 1                    | Démocrates et progressistes (Art.1-RD)   | 25 254                     | 1,07      | Nv.     | —       | en stagnation |               |       |  |  |
|                        | Vincenzo De Luca (PD)     | 1 789 017  | 69,48      | 1                    | Parti républicain italien (PRI)          | 5 745                      | 0,24      | Abs.    | —       | en stagnation |               |       |  |  |
| Total Centre-gauche    | Total Centre-gauche       | 1 789 017  | 69,48      | 1                    | 1 616 540                                | 67,46                      | 27,17     | 32      | 2       | 33            |               |       |  |  |
|                        | Stefano Caldoro (FI-NPSI) | 464 921    | 18,06      | 1                    |                                          |                            |           |         |         |               |               |       |  |  |
|                        | Stefano Caldoro (FI-NPSI) | 464 921    | 18,06      | 1                    | Frères d'Italie (FdI)                    | 140 918                    | 5,98      | 0,52    | 4       | 2             |               |       |  |  |
|                        | Stefano Caldoro (FI-NPSI) | 464 921    | 18,06      | 1                    | Ligue (Lega)                             | 133 152                    | 5,65      | Nv.     | 3       | 3             |               |       |  |  |
|                        | Stefano Caldoro (FI-NPSI) | 464 921    | 18,06      | 1                    | Forza Italia (FI)                        | 121 695                    | 5,16      | 12,65   | 2       | 5             |               |       |  |  |
|                        | Stefano Caldoro (FI-NPSI) | 464 921    | 18,06      | 1                    | Caldoro pour la présidence (UdC-NPSI-C!) | 45 326                     | 1,92      | 5,25    | 1       | 1             |               |       |  |  |
|                        | Stefano Caldoro (FI-NPSI) | 464 921    | 18,06      | 1                    | Alliance de centre (AdC)                 | 6 432                      | 0,27      | Abs.    | —       | en stagnation |               |       |  |  |
|                        | Stefano Caldoro (FI-NPSI) | 464 921    | 18,06      | 1                    | Identité méridionale                     | 3 333                      | 0,14      | Nv.     | —       | en stagnation |               |       |  |  |
| Total Centre-droit     | Total Centre-droit        | 464 921    | 18,06      | 1                    | 450 856                                  | 19,12                      | 20,62     | 10      | 2       | 11            |               |       |  |  |
|                        | Valeria Ciarambino        | 255 714    | 9,93       | —                    |                                          | Mouvement 5 étoiles (M5S)  | 233 974   | 9,92    | 7,09    | 7             | en stagnation | 7     |  |  |
|                        | Giuliano Granato          | 30 955     | 1,20       | —                    |                                          | Pouvoir au peuple (PaP)    | 26 711    | 1,13    | Nv.     | 0             | en stagnation | 0     |  |  |
|                        | Luca Saltalamacchia       | 27 475     | 1,07       | —                    |                                          | Terra (SI-PRC-PCI-PdS-AET) | 25 125    | 1,07    | 1,25    | 0             | en stagnation | 0     |  |  |
|                        | Sergio Angrisano          | 4 028      | 0,16       | —                    |                                          | Troisième pôle             | 3 056     | 0,13    | Nv.     | 0             | en stagnation | 0     |  |  |
|                        | Giuseppe Cirillo          | 2 608      | 0,10       | —                    |                                          | Parti des bonnes manières  | 1 348     | 0,06    | Nv.     | 0             | en stagnation | 0     |  |  |
|                        |                           |            |            |                      |                                          |                            |           |         |         |               |               |       |  |  |
| Votes valides          | Votes valides             | 2 574 718  | 92,81      |                      | Votes valides                            | Votes valides              | 2 357 610 | 84,99   |         |               |               |       |  |  |
| Votes blancs et nuls   | Votes blancs et nuls      | 199 386    | 7,19       | Votes blancs et nuls | Votes blancs et nuls                     | 416 494                    | 15,01     |         |         |               |               |       |  |  |
| Total candidats        | Total candidats           | 2 774 104  | 100        | 1                    | Total partis                             | Total partis               | 2 774 104 | 100     | -       | 49            | en stagnation | 51    |  |  |
| Abstentions            | Abstentions               | 2 222 817  | 44,48      |                      |                                          |                            |           |         |         |               |               |       |  |  |
| Inscrits/Participation | Inscrits/Participation    | 4 996 921  | 55,52      |                      |                                          |                            |           |         |         |               |               |       |  |  |